# Niederstaufenbach
Niederstaufenbach là một đô thị thuộc huyện Kusel, bang Rheinland-Pfalz, phía tây nước Đức. Đô thị Niederstaufenbach có diện tích 2,01 km², dân số thời điểm ngày 31 tháng 12 năm 2006 là 293 người.